# Frank Dernie
Frank Dernie (* 3. April 1950 in Lancashire) ist ein englischer Ingenieur und ehemaliger Rennwagen-Konstrukteur in der Formel 1.

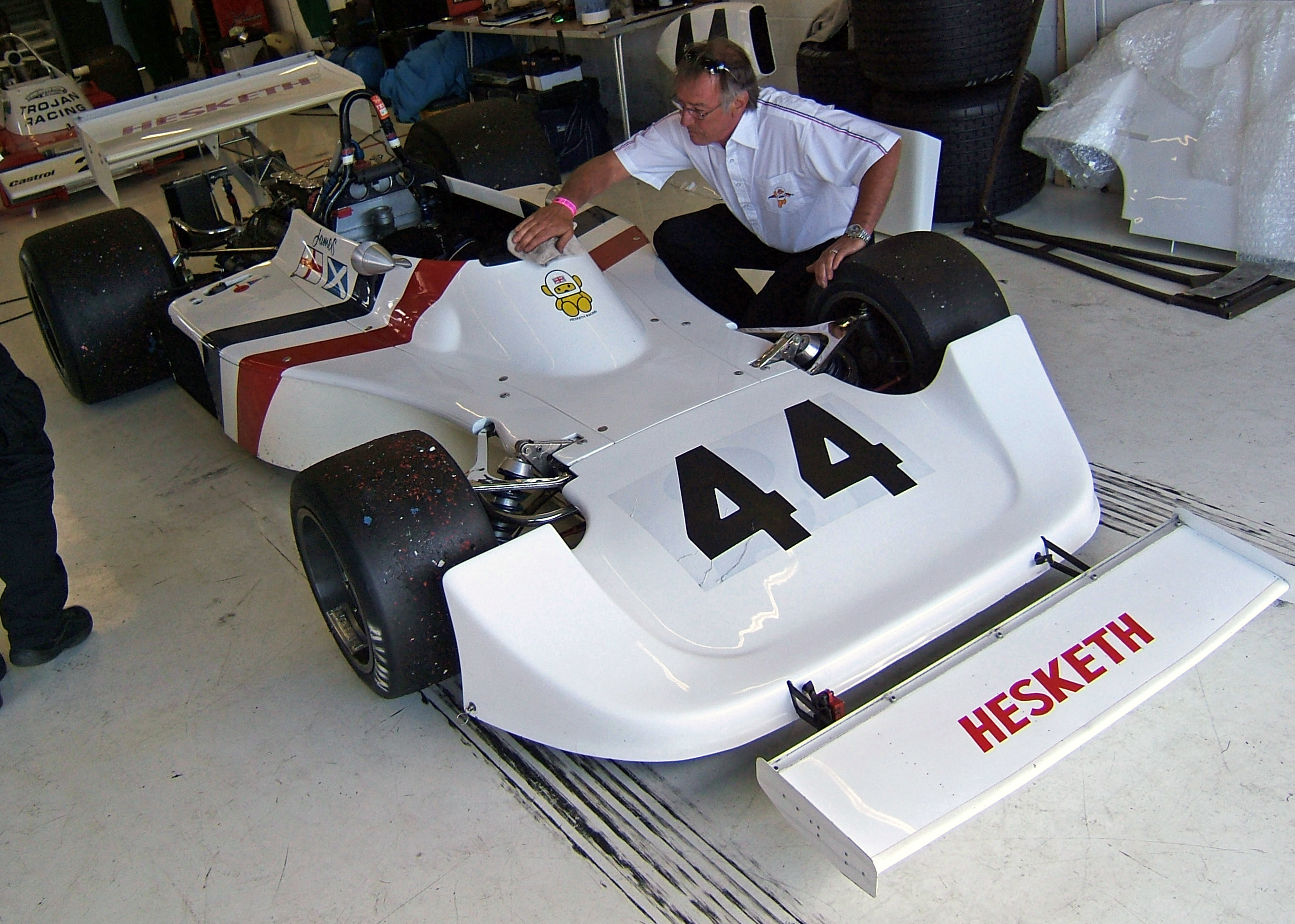
Das erste von Frank Dernie entwickelte Formel-1-Auto: Der 308E von Hesketh Racing

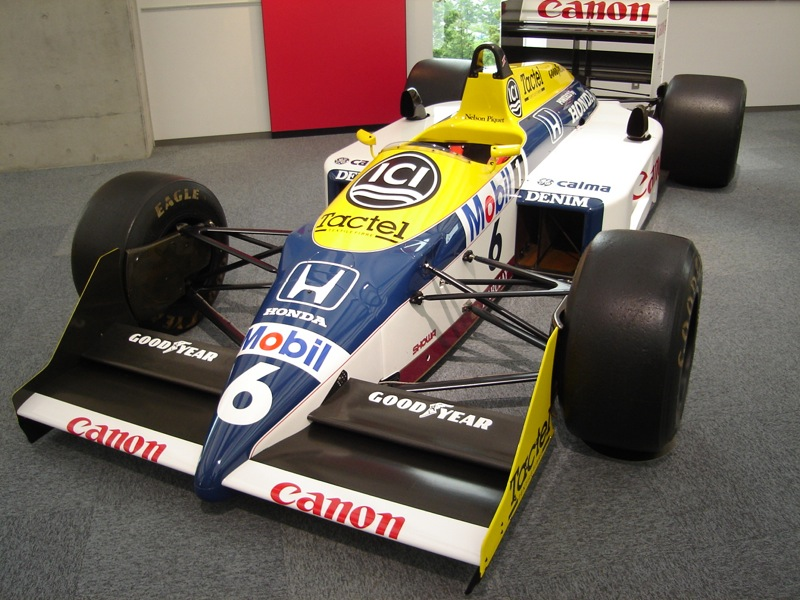
Dernies erfolgreichstes Auto: Der Williams FW11B von 1987

## Karriere
Dernie bekam einen Studienplatz am prestigeträchtigen Imperial College London, wo er Maschinenbau studierte. Nach dem Abschluss arbeitete er zunächst in der Getriebeentwicklung bei David Brown Industries, dann konstruierte er Schallplattenspieler für die Garrards Company.
Ende 1976 wechselte er zum Formel-1-Team Hesketh Racing und war an der Entwicklung des 308 E beteiligt. Nach dem Ende des Teams zwei Jahre später nahm Dernie ein Angebot des neu formierten Williams-Teams an, wo er Aerodynamik-Assistent von Chef-Designer Patrick Head wurde. Mit seiner Arbeit im Windkanal des Imperial College unterstützte er Head und Neil Oatley beim Bau des FW07. Der Wagen war erfolgreich und Dernie blieb Williams’ Aerodynamiker bis Mitte der 1980er. Er war verantwortlich für den Aufbau des teameigenen Windkanals und maßgeblich an der Entwicklung der aktiven Radaufhängung beteiligt. Während seiner Zeit bei Williams konnten Alan Jones (1980), Keke Rosberg (1982) und Nelson Piquet (1987) die Weltmeisterschaft gewinnen.
1989 folgte Dernie einem Angebot von Lotus und wurde Nachfolger von Gérard Ducarouge als Technischer Leiter des Teams. Nach dem Ende von Lotus in der Formel 1 Ende 1990 wechselte er auf den gleichen Posten bei Ligier. Als Guy Ligier das Team zwei Jahre später an Cyril de Rouvre verkaufte, ging Dernie zurück nach England und arbeitete mit Ross Brawn, der bei Williams sein Stellvertreter gewesen war. Er war 1993 bei Benetton für kurze Zeit Renningenieur von Michael Schumacher, ging dann aber zurück zu Ligier, nachdem der Rennstall von Benetton-Teamchef Flavio Briatore aufgekauft worden war.
Tom Walkinshaw übernahm zunächst den Posten des Teamchefs, kaufte aber im April 1996 das Arrows-Team und nahm Dernie mit dorthin. Ein Jahr später holte Walkinshaw jedoch John Barnard als Technischen Leiter, woraufhin Dernie zu Lola wechselte, um am Wiederaufbau des Teams nach einem missglückten Ausflug in die Formel 1 zu helfen. 2002 verließ Dernie Lola wieder in Richtung Williams, wo er als Technischer Berater tätig war. 2007 wurde sein Vertrag nicht mehr verlängert, nachdem sein Verantwortungsbereich im Zuge einer Personalaufstockung von einem Vollzeit-Team übernommen wurde. Im August desselben Jahres nahm er einen Posten als Berater für Fahrwerksthemen bei Toyotas Formel-1-Team an.

## Übersicht: Von Frank Dernie konstruierte Formel-1-Autos
| Chassis        | Motor                  | Team                                                          | Saison | Fahrer                                                             | WM-Punkte       |
| -------------- | ---------------------- | ------------------------------------------------------------- | ------ | ------------------------------------------------------------------ | --------------- |
| Hesketh 308E   | Cosworth DFV V8        | Rizla Penthouse Racing / Hesketh Racing                       | 1977   | Rupert Keegan Héctor Rebaque Harald Ertl Ian Ashley                | 0               |
| Hesketh 308E   | Cosworth DFV V8        | Olympus Cameras Hesketh Racing                                | 1978   | Divina Galica Eddie Cheever Derek Daly                             | 0               |
| Williams FW07  | Cosworth DFV V8        | Albilad Saudia Racing Team                                    | 1979   | Alan Jones Clay Regazzoni                                          | 71              |
| Williams FW07  | Cosworth DFV V8        | Albilad Williams Racing Team                                  | 1980   | Alan Jones Carlos Reutemann                                        | 120 (mit FW07B) |
| Williams FW07  | Cosworth DFV V8        | Brands Hatch Racing Team                                      | 1980   | Divina Galica                                                      | 0               |
| Williams FW07  | Cosworth DFV V8        | Penthouse Rizla Racing Rainbow Jeans Team RAM Theodore Racing | 1980   | Rupert Keegan Kevin Cogan Geoff Lees                               | 0               |
| Williams FW07  | Cosworth DFV V8        | Equipe Banco Occidental                                       | 1981   | Emilio de Villota                                                  | ausgeschlossen  |
| Williams FW07B | Cosworth DFV V8        | Albilad Williams Racing Team                                  | 1980   | Alan Jones Carlos Reutemann                                        | 120 (mit FW07)  |
| Williams FW07C | Cosworth DFV V8        | TAG Williams Team                                             | 1981   | Alan Jones Carlos Reutemann                                        | 95              |
| Williams FW07D | Cosworth DFV V8        | TAG Williams Team                                             | 1982   | Keke Rosberg Carlos Reutemann Mario Andretti                       | 14              |
| Williams FW08  | Cosworth DFV V8        | TAG Williams Team                                             | 1982   | Keke Rosberg Derek Daly                                            | 44              |
| Williams FW08B | Cosworth DFV V8        | TAG Williams Team                                             | -      | -                                                                  | -               |
| Williams FW08C | Cosworth DFV V8        | TAG Williams Team                                             | 1983   | Keke Rosberg Jacques Laffite Jonathan Palmer                       | 38              |
| Williams FW09  | Honda RA 163E V6 Turbo | TAG Williams Team                                             | 1983   | Keke Rosberg Jacques Laffite                                       | 2               |
| Williams FW09  | Honda RA 163E V6 Turbo | Williams Grand Prix Engineering                               | 1984   | Keke Rosberg Jacques Laffite                                       | 25,5            |
| Williams FW10  | Honda RA 163E V6 Turbo | Canon Williams Honda Team                                     | 1985   | Keke Rosberg Nigel Mansell                                         | 71              |
| Williams FW11  | Honda RA 166E V6 Turbo | Canon Williams Honda Team                                     | 1986   | Nigel Mansell Nelson Piquet                                        | 141             |
| Williams FW11B | Honda RA 167E V6 Turbo | Canon Williams Honda Team                                     | 1987   | Nigel Mansell Nelson Piquet Riccardo Patrese                       | 137             |
| Williams FW12  | Judd CV V8             | Canon Williams Team                                           | 1988   | Nigel Mansell Riccardo Patrese Martin Brundle Jean-Louis Schlesser | 20              |
| Williams FW12C | Renault RS-1 V10       | Canon Williams Team                                           | 1989   | Riccardo Patrese Thierry Boutsen                                   | 54              |
| Lotus 101      | Judd CV V8             | Camel Team Lotus                                              | 1989   | Nelson Piquet Satoru Nakajima                                      | 15              |
| Lotus 102      | Lamborghini 3512 V12   | Camel Team Lotus                                              | 1990   | Derek Warwick Martin Donnelly Johnny Herbert                       | 3               |
| Lotus 102B     | Judd EV V8             | Team Lotus                                                    | 1991   | Mika Häkkinen Johnny Herbert Julian Bailey Michael Bartels         | 3               |
| Lotus 102D     | Ford HB V8             | Team Lotus                                                    | 1992   | Mika Häkkinen Johnny Herbert                                       | 2               |
| Ligier JS35    | Lamborghini 3512 V12   | Ligier Gitanes                                                | 1991   | Thierry Boutsen Érik Comas                                         | 0               |
| Ligier JS37    | Renault RS3B/C V10     | Ligier Gitanes Blondes                                        | 1992   | Thierry Boutsen Érik Comas                                         | 6               |
| Ligier JS41    | Mugen Honda MF310 V10  | Ligier Gitanes Blondes                                        | 1995   | Aguri Suzuki Martin Brundle Olivier Panis                          | 24              |
| Ligier JS43    | Mugen Honda MF310 V10  | Equipe Ligier Gauloises Blondes                               | 1996   | Olivier Panis Pedro Diniz                                          | 15              |
| Arrows A18     | Yamaha OX11 V10        | Danka Arrows Yamaha                                           | 1997   | Damon Hill Pedro Diniz                                             | 9               |